# Umran (revista)
Umran es una revista turca fundada en 1991 en la ciudad de Estambul. 

## Historia
Umran apareció por primera vez en abril de 1991. La revista tiene su sede en Estambul, Turquía y abarca tanto el pensamiento, la cultura y la política desde una posición islámica.
La periodicidad de Umran fue trimestral durante su primer año de vida. A partir del segundo año y hasta 1997, la revista se publicó con carácter bimestral. Desde 1998, su frecuencia se convirtió en mensual.